# 1791 год
1791 (ты́сяча семьсо́т девяно́сто пе́рвый) год  по григорианскому календарю — невисокосный год, начинающийся в субботу. Это 1791 год нашей эры, 1‑й год 10‑го десятилетия XVIII века 2‑го тысячелетия, 2‑й год 1790‑х годов. Он закончился 234 года назад.
| Пн | Вт | Ср | Чт | Пт | Сб | Вс |
|    |    |    |    |    | 1  | 2  |
| 3  | 4  | 5  | 6  | 7  | 8  | 9  |
| 10 | 11 | 12 | 13 | 14 | 15 | 16 |
| 17 | 18 | 19 | 20 | 21 | 22 | 23 |
| 24 | 25 | 26 | 27 | 28 | 29 | 30 |
| 31 |    |    |    |    |    |    |

| Пн | Вт | Ср | Чт | Пт | Сб | Вс |
|    | 1  | 2  | 3  | 4  | 5  | 6  |
| 7  | 8  | 9  | 10 | 11 | 12 | 13 |
| 14 | 15 | 16 | 17 | 18 | 19 | 20 |
| 21 | 22 | 23 | 24 | 25 | 26 | 27 |
| 28 |    |    |    |    |    |    |

| Пн | Вт | Ср | Чт | Пт | Сб | Вс |
|    | 1  | 2  | 3  | 4  | 5  | 6  |
| 7  | 8  | 9  | 10 | 11 | 12 | 13 |
| 14 | 15 | 16 | 17 | 18 | 19 | 20 |
| 21 | 22 | 23 | 24 | 25 | 26 | 27 |
| 28 | 29 | 30 | 31 |    |    |    |

| Пн | Вт | Ср | Чт | Пт | Сб | Вс |
|    |    |    |    | 1  | 2  | 3  |
| 4  | 5  | 6  | 7  | 8  | 9  | 10 |
| 11 | 12 | 13 | 14 | 15 | 16 | 17 |
| 18 | 19 | 20 | 21 | 22 | 23 | 24 |
| 25 | 26 | 27 | 28 | 29 | 30 |    |

| Пн | Вт | Ср | Чт | Пт | Сб | Вс |
|    |    |    |    |    |    | 1  |
| 2  | 3  | 4  | 5  | 6  | 7  | 8  |
| 9  | 10 | 11 | 12 | 13 | 14 | 15 |
| 16 | 17 | 18 | 19 | 20 | 21 | 22 |
| 23 | 24 | 25 | 26 | 27 | 28 | 29 |
| 30 | 31 |    |    |    |    |    |

| Пн | Вт | Ср | Чт | Пт | Сб | Вс |
|    |    | 1  | 2  | 3  | 4  | 5  |
| 6  | 7  | 8  | 9  | 10 | 11 | 12 |
| 13 | 14 | 15 | 16 | 17 | 18 | 19 |
| 20 | 21 | 22 | 23 | 24 | 25 | 26 |
| 27 | 28 | 29 | 30 |    |    |    |

| Пн | Вт | Ср | Чт | Пт | Сб | Вс |
|    |    |    |    | 1  | 2  | 3  |
| 4  | 5  | 6  | 7  | 8  | 9  | 10 |
| 11 | 12 | 13 | 14 | 15 | 16 | 17 |
| 18 | 19 | 20 | 21 | 22 | 23 | 24 |
| 25 | 26 | 27 | 28 | 29 | 30 | 31 |

| Пн | Вт | Ср | Чт | Пт | Сб | Вс |
| 1  | 2  | 3  | 4  | 5  | 6  | 7  |
| 8  | 9  | 10 | 11 | 12 | 13 | 14 |
| 15 | 16 | 17 | 18 | 19 | 20 | 21 |
| 22 | 23 | 24 | 25 | 26 | 27 | 28 |
| 29 | 30 | 31 |    |    |    |    |

| Пн | Вт | Ср | Чт | Пт | Сб | Вс |
|    |    |    | 1  | 2  | 3  | 4  |
| 5  | 6  | 7  | 8  | 9  | 10 | 11 |
| 12 | 13 | 14 | 15 | 16 | 17 | 18 |
| 19 | 20 | 21 | 22 | 23 | 24 | 25 |
| 26 | 27 | 28 | 29 | 30 |    |    |

| Пн | Вт | Ср | Чт | Пт | Сб | Вс |
|    |    |    |    |    | 1  | 2  |
| 3  | 4  | 5  | 6  | 7  | 8  | 9  |
| 10 | 11 | 12 | 13 | 14 | 15 | 16 |
| 17 | 18 | 19 | 20 | 21 | 22 | 23 |
| 24 | 25 | 26 | 27 | 28 | 29 | 30 |
| 31 |    |    |    |    |    |    |

| Пн | Вт | Ср | Чт | Пт | Сб | Вс |
|    | 1  | 2  | 3  | 4  | 5  | 6  |
| 7  | 8  | 9  | 10 | 11 | 12 | 13 |
| 14 | 15 | 16 | 17 | 18 | 19 | 20 |
| 21 | 22 | 23 | 24 | 25 | 26 | 27 |
| 28 | 29 | 30 |    |    |    |    |

| Пн | Вт | Ср | Чт | Пт | Сб | Вс |
|    |    |    | 1  | 2  | 3  | 4  |
| 5  | 6  | 7  | 8  | 9  | 10 | 11 |
| 12 | 13 | 14 | 15 | 16 | 17 | 18 |
| 19 | 20 | 21 | 22 | 23 | 24 | 25 |
| 26 | 27 | 28 | 29 | 30 | 31 |    |

## События

### Франция
- февраль — декрет об отмене цехов.
- весна — Крупные забастовки в Париже.
- 15 мая — Учредительное собрание издало декрет, по которому мулаты, рождённые от свободных отца и матери, получали доступ во все колониальные представительные учреждения[1].
- 14 июня — Закон Ле Шапелье о запрещении объединений рабочих во Франции[2], который действовал вплоть до 1864 года.
- 16 июня — Постановление Учредительного собрания (УС) Франции о закрытии «благотворительных мастерских» для безработных (открыты в 1789).
- 21 июня — Бегство Людовика XVI и королевы из Парижа. Они направились в крепость Монмеди, где стояли войска маркиза де Буйе, а оттуда планировал двинуться обратно на столицу.
- 22 июня — Арест короля и королевы в Варенне.
- 23 июня — В знак протеста против Вареннского бегства парижская секция Французского театра самовольно провозгласила всеобщее избирательное право, объявив, что принимает в свою среду всех граждан, старше 25 лет и имеющих определенное местожительство, вне зависимости от имущественного ценза.[3]
- 5 июля — император Священной Римской империи Леопольд II издал Падуанский циркуляр с призывом ко всем монархам Европы выступить совместно в защиту королевской власти во Франции[4].
- 16 июля — Конституционалисты вышли из Якобинского клуба и создали Клуб фельянов.
- 17 июля — По призыву кордельеров парижане собрались на Марсовом поле, чтобы поставить подписи под петицией, требовавшей низложения короля и предания его суду. Национальная гвардия открыла огонь по демонстрантам.
- 25 июля — Австрия и Пруссия заключили в Вене договор о совместной защите монархии во Франции[4].
- 27 августа — Пильницкая декларация Австрии и Пруссии о совместных действиях для оказания помощи королю Франции. Образование первой коалиции[4].
- 3 сентября — Принятие французской Конституции (1791 года).
- 24 сентября — Учредительное собрание отменило декрет от 15 мая о расширении прав мулатов в колониях[5].
- конец сентября — УС Франции самораспустилось.
- 1 октября — Открытие Законодательного собрания Франции (ЗСФ). Фельяны, жирондисты (Бриссо, Верньо) и монтаньяры.
- 15 декабря — в газете «Le Cosmopolite» впервые опубликован лозунг «Мир — хижинам, война — дворцам!»[6].
- Конец года — усиление аграрных волнений.
- Присоединение к Франции Авиньона.

### Другие страны
- 3 мая — Сейм в Варшаве принял первую в Европе и вторую после американской писаную конституцию — конституцию Речи Посполитой, по решению которой полностью ликвидировалось Великое княжество Литовское[7].
- 4 августа — сепаратный Систовский мир Австрии с Турцией на основе статус-кво. Австрия возвращала занятые турецкие земли, кроме крепости Хотин[4].
- Ага-Мухаммед завоевал Азербайджан и двинулся к Ширазу. Измена правителя помогла ему взять город.

- 22 августа — восстание негров-рабов французской колонии Сан-Доминго (остров Гаити)[1].
- 28 ноября — в Сан-Доминго прибывают назначенные Учредительным собранием Франции гражданские комиссары, попытавшиеся взять под контроль ситуацию в колонии[5].
- Завершение ратификации штатами «Билля о правах».

## Российская империя
Правление: Екатерина II Великая
- 11 августа — морское сражение при Калиакрии во время Русско-турецкой войны 1787—1792, в котором русский флот под командованием адмирала Фёдора Фёдоровича Ушакова разгромил флот Османской империи.
- 11 августа — Екатерина II издаёт указ о направлении в Синод рукописей исторического содержания для снятия с них копий с целью выявления новых фактов российской истории.
- 23 декабря — Указом императрицы Екатерины Второй российские подданные еврейской национальности получили право на проживание в пятнадцати западных губерниях империи: Бессарабской, Витебской, Волынской, Гродненской, Екатеринославской, Киевской, Ковенской, Минской, Могилевской, Подольской, Полтавской, Таврической, Херсонской, Черниговской (см. Черта оседлости).

## Родились
См. также: Категория:Родившиеся в 1791 году
- 24 февраля — Игнац Чапка, австрийский политик, юрист, барон, мэр Вены, полицмейстер Вены (ум. 1881).
- 24 февраля — Свейнбъёрн Эгилссон, исландский богослов, педагог, переводчик и поэт, классик (ум. 1852).
- 26 апреля — Моцарт, Франц Ксавьер, композитор и пианист, сын Вольфганга Амадея Моцарта.
- 27 апреля — Сэмюэл Морзе, американский изобретатель, художник.
- 22 сентября — Майкл Фарадей, английский физик и химик (ум. в 1867).
- 26 сентября — Жан Луи Андре Теодор Жерико, французский живописец (ум.1824)
- 10 ноября — Владимир Фёдорович Адлерберг, российский военный и государственный деятель, генерал-адъютант, генерал от инфантерии, министр Императорского двора и уделов в 1852 — 1870 годах (ум.1884)
- 23 декабря — Адам Бенедикт Йохер, польский библиограф и филолог.

## Скончались
См. также: Категория:Умершие в 1791 году
- 2 апреля -— граф Оноре де Мирабо, глава конституционалистов в Учредительном Собрании Франции.
- 16 октября — по пути из Ясс в Николаев Григорий Александрович Потёмкин-Таврический, российский государственный деятель, граф, светлейший князь, генерал-фельдмаршал (род. в 1739).
- 5 декабря — Моцарт, Вольфганг Амадей, австрийский композитор (род. в 1756)